# Cyprus International
Die Cyprus International sind die offenen internationalen Meisterschaften von Zypern im Badminton. Sie werden seit 1987 ausgetragen. Die Titelkämpfe gehören dem BE Circuit an. Nationale Meisterschaften sind seit 1990 dokumentiert. In der Saison 2012/2013 wurde eine Verschiebung des Austragungstermins von Herbst auf Januar vorgenommen, so dass 2012 keine Titelkämpfe stattfanden.

## Die Sieger
| Saison    | Herreneinzel      | Dameneinzel           | Herrendoppel                                | Damendoppel                             | Mixed                             |
| --------- | ----------------- | --------------------- | ------------------------------------------- | --------------------------------------- | --------------------------------- |
| 1987      | Peter Axelsson    | Nina Sundberg         | Peter Axelsson Stefan Axelsson              | Nina Sundberg Ulrika von Pfaler         | Peter Axelsson Ulrika von Pfaler  |
| 1988      | Nicolas Pissis    | Christine Heatly      | Panayiottis Poupas Athos Shiakallis         | Matilda Kazantziak Sophia Kyprianou     | Andros Kyprianou Christine Heatly |
| 1989      | Vladimir Serov    | Irina Serova          | Vladimir Serov Vladimir Smolin              | Tatyana Arefyeva Irina Serova           | Vladimir Serov Irina Serova       |
| 1990      | Stojan Ivantchev  | Diana Filipova        | Iwan Iwanow Pentcho Stoyanov                | Diana Filipova Aneta Stambolijska       | Iwan Iwanow Diana Filipova        |
| 1991      | Tomasz Mendrek    | Neli Nedyalkova       | Anatoli Skripko Stojan Ivantchev            | Irina Dimitrova Neli Nedyalkova         | Attila Nagy Csilla Fórián         |
| 1992      | René Valentin     | Mette Andersen        | René Valentin Lars Uhre                     | Beate Dejaco Petra Irsara               | Lars Uhre Mette Andersen          |
| 1993      | Nicolas Pissis    | Diana Knekna          | Juraj Brestovský Jaroslav Heleš             | Beate Dejaco Suzie Carnevale            | Nicolas Pissis Diana Knekna       |
| 1994      | nicht ausgetragen | nicht ausgetragen     | nicht ausgetragen                           | nicht ausgetragen                       | nicht ausgetragen                 |
| 1995      | Klaus Raffeiner   | Maria Grazia Italiano | Nicolas Pissis Antonis C. Lazarou           | Barbara Faiazza Maria Grazia Italiano   | Luiggi Izo Silvie Carnevale       |
| 1996      | Rashad Khakhan    | Diana Knekna          | Yasen Borisov Luben Panov                   | Diana Knekna Elena Iasonos              | Bo Wendel Nina Messman            |
| 1997      | Theodoros Velkos  | Svetlana Zilberman    | Paz Ben-Svi Danny Shneiderman               | Svetlana Zilberman Shirley Daniel       | Leon Pugach Svetlana Zilberman    |
| 1998      | Konstantin Dobrev | Diana Knekna          | Lars Nielsen Peter Jensen                   | Diana Koleva Raina Tzvetkova            | Konstantin Dobrev Diana Koleva    |
| 1999      | Theodoros Velkos  | Petya Nedelcheva      | Theodoros Velkos Vasilios Velkos            | Nina Messman Karin Knudsen              | Peter Jensen Nina Messman         |
| 2000      | Konstantin Dobrev | Margarita Mladenova   | Luben Panov Konstantin Dobrev               | Diana Dimova Dobrinka Smilianova        | Leon Pugach Svetlana Zilberman    |
| 2001      | Theodoros Velkos  | Katarzyna Krasowska   | Afshin Bozorgzadeh Ali Shahhosseini         | Diana Knekna Maria Ioannou              | Peter Jensen Maria Ioannou        |
| 2002      | Georgi Petrov     | Katarzyna Krasowska   | Georgi Petrov Yulian Christov               | Diana Knekna Maria Ioannou              | Yulian Christov Diana Dimova      |
| 2003      | Daniel Damgaard   | Katarzyna Krasowska   | Peter Hasbak Simon Mollyhus                 | Karina Sørensen Mette Melcher           | Simon Mollyhus Karina Sørensen    |
| 2004      | Petr Koukal       | Filipa Lamy           | Bruce Topping Mark Topping                  | Vânia Leça Filipa Lamy                  | Nuno Santos Telma Santos          |
| 2005      | Daniel Damgaard   | Line Isberg           | Daniel Damgaard Jesper Hovgaard             | Line Isberg Mia Nielsen                 | Jesper Hovgaard Mia Nielsen       |
| 2006      | Peter Mikkelsen   | Anne Marie Pedersen   | Mikkel Delbo Larsen Jacob Chemnitz          | Weny Rahmawati Elodie Eymard            | Svetoslav Stoyanov Elodie Eymard  |
| 2007      | Chetan Anand      | Kati Tolmoff          | Christian Larsen Christian Skovgaard        | Jwala Gutta Shruti Kurien               | Chetan Anand Jwala Gutta          |
| 2008      | Kasper Ipsen      | Camilla Overgaard     | Magnús Ingi Helgason Helgi Jóhannesson      | Maria Helsbøl Anne Skelbæk              | Peter Mørk Maria Helsbøl          |
| 2009      | Simon Maunoury    | Špela Silvester       | Christopher Bruun Jensen Morten Kronborg    | Anastasia Chervyakova Natalia Perminova | Henry Tam Donna Haliday           |
| 2010      | Viktor Axelsen    | Carolina Marín        | Didit Juang Indrianto Seiko Wahyu Kusdianto | Romina Gabdullina Evgeniya Kosetskaya   | Niclas Nøhr Lena Grebak           |
| 2011      | Emil Holst        | Lianne Tan            | Theis Christiansen Niclas Nøhr              | Tatjana Bibik Anastasia Chervyakova     | Niclas Nøhr Joan Christiansen     |
| 2012      | nicht ausgetragen | nicht ausgetragen     | nicht ausgetragen                           | nicht ausgetragen                       | nicht ausgetragen                 |
| 2013      | Scott Evans       | Linda Zechiri         | Jonathan Neil Morgan Nic Strange            | Sarah Thomas Carissa Turner             | Oliver Gwilt Sarah Thomas         |
| 2014 2018 | nicht ausgetragen | nicht ausgetragen     | nicht ausgetragen                           | nicht ausgetragen                       | nicht ausgetragen                 |
| 2019      | Jonathan Dolan    | Jenjira Stadelmann    | Torjus Flåtten Vegard Rikheim               | Daniella Gonda Ágnes Kőrösi             | Tobias Künzi Jenjira Stadelmann   |
| 2020      | nicht ausgetragen | nicht ausgetragen     | nicht ausgetragen                           | nicht ausgetragen                       | nicht ausgetragen                 |
| 2021      | Dmitriy Panarin   | Hristomira Popovska   | Georgii Lebedev Gleb Stepakov               | Katharina Fink Yasmine Hamza            | Mihajlo Tomić Anđela Vitman       |
| 2022 2024 | nicht ausgetragen | nicht ausgetragen     | nicht ausgetragen                           | nicht ausgetragen                       | nicht ausgetragen                 |